# Lista de episódios de Spartacus: Blood and Sand
Spartacus: Blood and Sand (no Brasil, Spartacus: Viva o Pecado) é um seriado da Starz (produtora de Party Down) estreado em Janeiro de 2010, no Brasil é exibida pela televisão fechada no FX Brasil, em Portugal na FOX Portugal. A série é focada em Spartacus, o famoso escravo que se tornou gladiador e liderou a mais célebre revolução da Roma Antiga. Sua história foi narrada em diversos livros, telefilmes, games e foi imortalizada pelo cineasta Stanley Kubrick em seu filme estrelado por Kirk Douglas. Agora, é a vez dos produtores Joshua Donen e Sam Raimi (diretor da trilogia Homem Aranha) contarem a jornada do ícone histórico na série Spartacus: Blood and Sand.

## Resumo
| Temporada | Temporada | Episódios | Estreia original                            | Estreia no Brasil                           | Estreia em Portugal |
| --------- | --------- | --------- | ------------------------------------------- | ------------------------------------------- | ------------------- |
|           | 1         | 13        | 22 de Janeiro de 2010 - 16 de Abril de 2010 | 7 de Agosto de 2011 - 30 de outubro de 2011 | 22 de Maio de 2011  |

## 1ª Temporada: 2010
| #  | Título                                                 | Estreia EUA             | Estreia no Brasil      | Cód. de produção |
| -- | ------------------------------------------------------ | ----------------------- | ---------------------- | ---------------- |
| 1  | "A Serpente Vermelha" "The Red Serpent"                | 22 de janeiro de 2010   | 7 de agosto de 2011    | 101              |
| 2  | "Juramento do Gladiador" "Sacramentum Gladiatorum"     | 29 de janeiro de 2010   | 14 de agosto de 2011   | 102              |
| 3  | "Lendas" "Legends"                                     | 5 de fevereiro de 2010  | 21 de agosto de 2011   | 103              |
| 4  | "A coisa no poço" "The Thing in the Pit"               | 12 de fevereiro de 2010 | 28 de agosto de 2011   | 104              |
| 5  | "Sombra de Jogos" "Shadow Games"                       | 19 de fevereiro de 2010 | 4 de setembro de 2011  | 105              |
| 6  | "Coisas Delicadas" "Delicate Things"                   | 26 de fevereiro de 2010 | 11 de setembro de 2011 | 106              |
| 7  | "Grandes Infelicidades" "Great And Unfortunate Things" | 5 de março de 2010      | 18 de setembro de 2011 | 107              |
| 8  | "Marca da Fraternidade" "Mark of the Brotherhood"      | 12 de março de 2010     | 25 de setembro de 2011 | 108              |
| 9  | "Prostituta" "Whore"                                   | 19 de março de 2010     | 2 de outubro de 2011   | 109              |
| 10 | "Partido de favores" "Party Favors"                    | 26 de março de 2010     | 9 de outubro de 2011   | 110              |
| 11 | "Velhas feridas" "Old Wounds"                          | 2 de abril de 2010      | 16 de outubro de 2011  | 111              |
| 12 | "Apocalipse" "Revelations"                             | 9 de abril de 2010      | 23 de outubro de 2011  | 112              |
| 13 | "Mate a todos" "Kill All"                              | 16 de abril de 2010     | 30 de outubro de 2011  | 1013             |